# Koloskî, Djankoi
Koloskî (în ucraineană Колоски) este un sat în comuna Țilînne din raionul Djankoi, Republica Autonomă Crimeea, Ucraina.

## Demografie
Componența lingvistică a localității Koloskî
     Rusă (78,29%)
     Tătară crimeeană (8,96%)
     Ucraineană (8,57%)
Conform recensământului din 2001, majoritatea populației localității Koloskî era vorbitoare de rusă (78,29%), existând în minoritate și vorbitori de tătară crimeeană (8,96%) și ucraineană (8,57%).